# Albert Roguenant
Albert Roguenant (né en 1933) est un producteur français et un auteur d'ouvrages botaniques. Entomologiste amateur avant de se spécialiser dans l'étude des Broméliacées, il a offert sa collection d'insectes au muséum d'histoire naturelle de Dijon. Il codirige, avec Aline Raynal-Roques, la collection botanique des éditions Belin. Albert Roguenant est l'époux de Claudie Roguenant, auteure de plusieurs ouvrages sur les orchidées.

## Œuvres
- Lyon, l'argent, le commerce et la soie, Lyon, Fondation Espace Bellecour, 1986, 138 p.,  (ISBN 978-2-9501272-0-4).
- Les Tillandsia et les Racinaea, Belin, 2001, 816 p.
- (avec Jean Parisot et Claudie Roguenant) La culture des orchidées et des Broméliacées : Le gouvernement des serres tempérées et chaudes, Belin, 2002, 127 p.
- (avec Aline Raynal-Roques et Yves Sell) Un amour d'orchidée : Le mariage de la fleur et de l'insecte, Belin, 2005, 479 p.
- (avec Élisabeth George, Jean-Claude George et Aline Raynal-Roques) Les coelogynes, Belin, 607 p.
- (avec Aline Raynal-Roques) Dessiner et photographier les fleurs : Le guide pratique du parfait botaniste, Belin, 2015, 157 p.
- (avec Marcel Lecoufle et Aline Raynal-Roques) Les broméliacées : Approche panoramique d'une grande famille "américaine", Belin, 2016, 651 p.

## Filmographie
- 1992 : La Controverse de Valladolid de Jean-Daniel Verhaeghe (producteur associé)
- 1993 : Poisson-lune de Bertrand Van Effenterre (producteur)[2]